# Letnia liga w piłce siatkowej 2020
Letnia liga w piłce siatkowej 2020 (oficjalna nazwa: PreZero Grand Prix Polskiej Ligi Siatkówki 2020) – 1. edycja letniego turnieju w piłce siatkowej zorganizowana przez Polską Ligę Siatkówki dla męskich i kobiecych klubów uczestniczących w PlusLidze, Tauron 1. Lidze oraz Tauron Lidze.
Letnia liga powstała z myślą szybszego powrotu ligowej siatkówki po przedwczesnym przerwaniu rozgrywek z powodu szerzenia się zakażeń wirusem SARS-CoV-2.
Turniej rozgrywany był w formule plażowej. Drużyna liczyła cztery osoby. Obowiązywały identyczne zasady gry jak w siatkówce halowej, z tym że każda z czterech osób mogła atakować. W odróżnieniu od klasycznej siatkówki plażowej również boisko miało halowe wymiary.
W turnieju mężczyzn wzięło udział 16 drużyn, które zostały podzielone na cztery grupy. Mecze grupowe rozegrane zostały w ramach dwóch turniejów – w Krakowie (25 lipca) oraz w Warszawie (1-2 sierpnia). Dwie najlepsze drużyny z każdej grupy uzyskały awans do turnieju finałowego. Odbył się on w dniach 8-9 sierpnia w Gdańsku. W ramach turnieju finałowego rozegrano ćwierćfinały, półfinały, mecz o 3. miejsce i finał.
W rozgrywkach triumfował Jastrzębski Węgiel, w finale pokonując PGE Skrę Bełchatów. MVP meczu finałowego wybrany został Jakub Popiwczak. Brązowy medal zdobył GKS Katowice.
W turnieju kobiet uczestniczyło 8 drużyn podzielonych na dwie grupy. Mecze grupowe rozegrane zostały w ramach turniejów w Krakowie (24 lipca) oraz w Warszawie (1 sierpnia). Faza finałowa składająca się z półfinałów, meczu o 3. miejsce i finału odbyła się 7 sierpnia w Gdańsku.
Mistrzem letniej ligi kobiet został KS Pałac Bydgoszcz, który w finale pokonał 
#VolleyWrocław. MVP finału wybrana została Ewelina Żurowska. Brązowy medal zdobył klub Grot Budowlani Łódź.
Pula nagród wyniosła 150 tysięcy złotych.
Tytularnym sponsorem rozgrywek była firma PreZero zajmująca się gospodarką odpadami i ochroną środowiska.
Wszystkie mecze transmitowane były w sportowych kanałach Telewizji Polsat.

## System rozgrywek

### Letnia liga mężczyzn

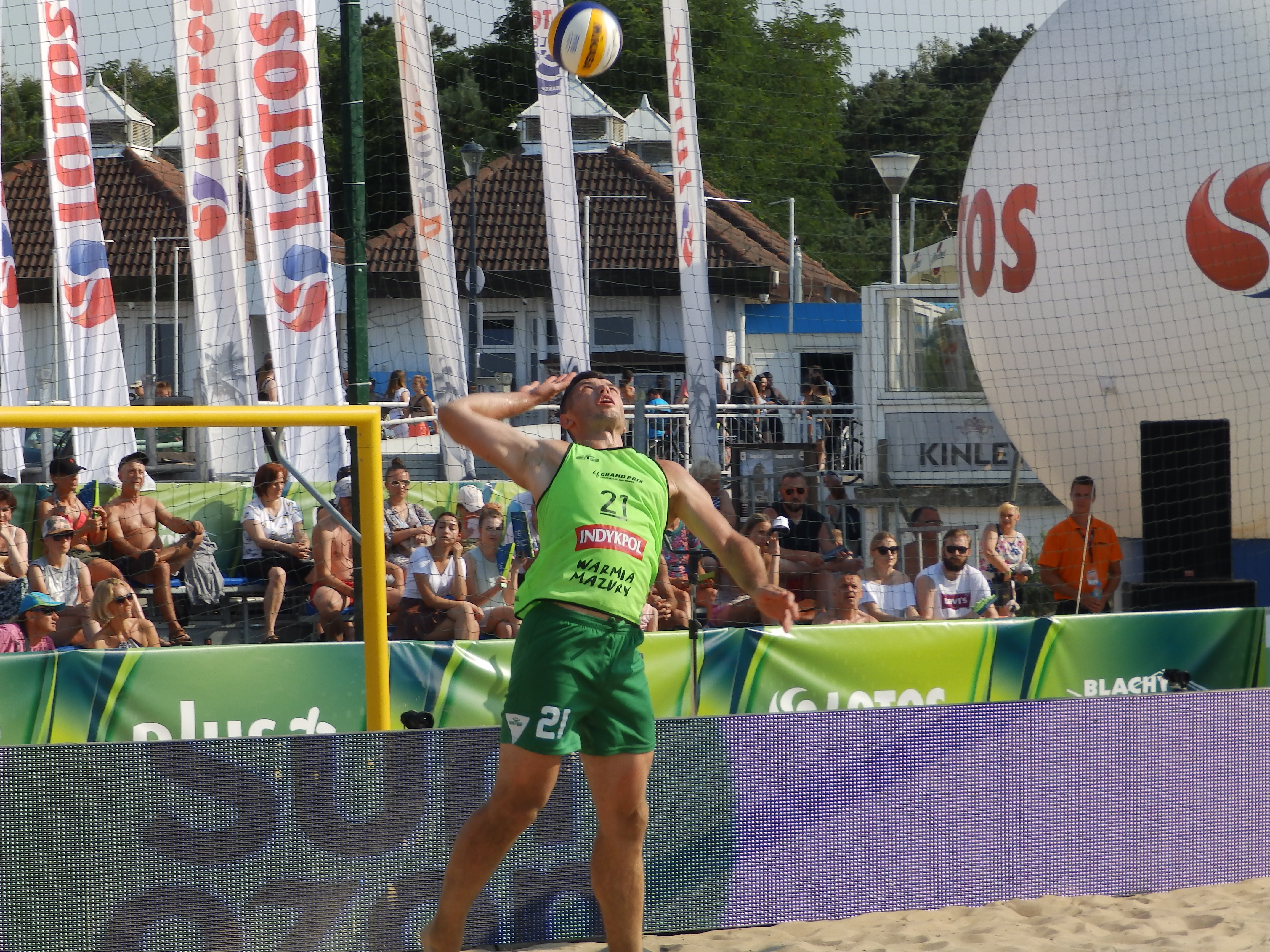
Turniej w Gdańsku (09.08.2020)

Rozgrywki składają się z dwóch faz: fazy grupowej oraz fazy finałowej.
W fazie grupowej uczestniczy 16 drużyn podzielonych na cztery grupy: A, B, C i D. Drużyny w ramach grupy rozgrywają ze sobą po jednym spotkaniu. Do fazy finałowej awans uzyskują dwie najlepsze drużyny z każdej z grup.
Faza finałowa składa się z ćwierćfinałów, półfinałów, meczu o 3. miejsce i finału. Pary ćwierćfinałowe powstają według następującego klucza:
1. A1 – D2,
2. A2 – D1,
3. B1 – C2,
4. B2 – C1.

Pierwszą parę półfinałową tworzą zwycięzca pierwszego i drugiego ćwierćfinału, natomiast drugą – trzeciego i czwartego ćwierćfinału.
Przegrani meczów półfinałowych rozgrywają mecz o 3. miejsce, zwycięzcy natomiast rywalizują o tytuł mistrza letniej ligi.

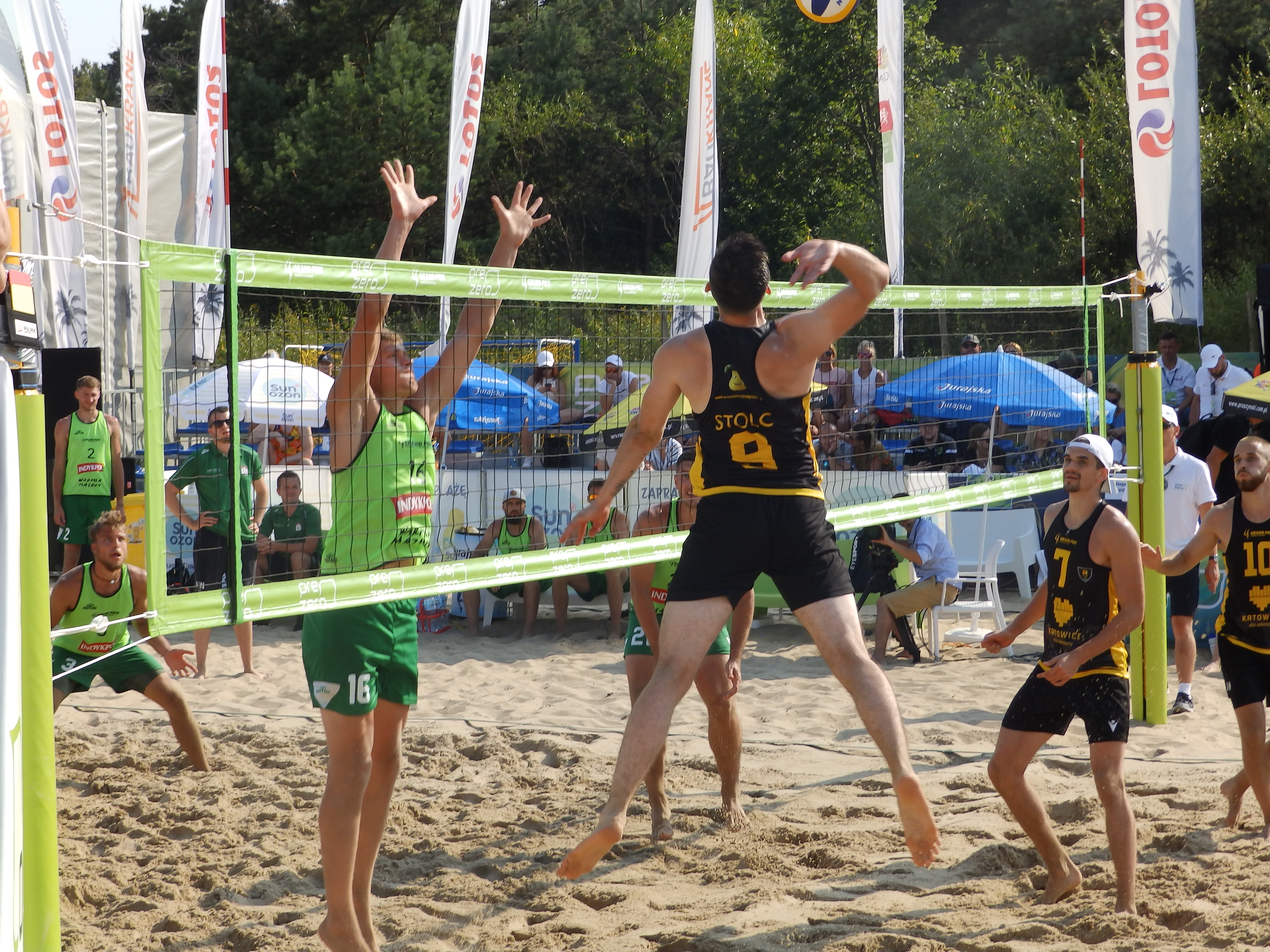
Turniej w Gdańsku (09.08.2020)

### Letnia liga kobiet
Rozgrywki składają się z dwóch faz: fazy grupowej oraz fazy finałowej.
W fazie grupowej uczestniczy 8 drużyn podzielonych na dwie grupy: A i B. Drużyny w ramach grupy rozgrywają ze sobą po jednym spotkaniu. Do fazy finałowej awans uzyskują dwie najlepsze drużyny z każdej z grup.
Faza finałowa składa się z półfinałów, meczu o 3. miejsce i finału. Pary półfinałowe powstają według następującego klucza:
1. A1 – B2,
2. A2 – B1.

Przegrani meczów półfinałowych rozgrywają mecz o 3. miejsce, zwycięzcy natomiast rywalizują o tytuł mistrza letniej ligi.

## Drużyny uczestniczące
| PlusLiga                           |
| ---------------------------------- |
| Aluron CMC Warta Zawiercie         |
| Asseco Resovia Rzeszów             |
| GKS Katowice                       |
| Grupa Azoty ZAKSA Kędzierzyn-Koźle |
| Indykpol AZS Olsztyn               |
| Jastrzębski Węgiel                 |
| KGHM Cuprum Lubin                  |
| MKS Będzin                         |
| PGE Skra Bełchatów                 |
| Stal Nysa                          |
| Trefl Gdańsk                       |
| Ślepsk Malow Suwałki               |
| Verva Warszawa Orlen Paliwa        |
| Tauron 1. Liga                     |
| BBTS Bielsko-Biała                 |
| BKS Visła Bydgoszcz                |
| Krispol Września                   |
| LUK Politechnika Lublin            |

| Tauron Liga                  |
| ---------------------------- |
| DPD Legionovia Legionowo     |
| E.Leclerc Moya Radomka Radom |
| Enea PTPS Piła               |
| Energa MKS Kalisz            |
| Grot Budowlani Łódź          |
| KS Pałac Bydgoszcz           |
| #VolleyWrocław               |
| I liga                       |
| SAN-Pajda Jarosław           |

## Letnia liga mężczyzn

### Faza grupowa

#### Grupa A
Miejsce: Kompleks sportowy KS Wanda Kraków, Kraków
Tabela
| Lp. | Drużyna                            | Pkt | Mecze | Mecze | Mecze | Sety | Sety | Sety  | Małe punkty | Małe punkty | Małe punkty |
| Lp. | Drużyna                            | Pkt | M     | W     | P     | wyg. | prz. | ratio | zdob.       | str.        | ratio       |
| --- | ---------------------------------- | --- | ----- | ----- | ----- | ---- | ---- | ----- | ----------- | ----------- | ----------- |
| 1   | GKS Katowice                       | 5   | 3     | 2     | 1     | 4    | 2    | 2.000 | 140         | 128         | 1.094       |
| 2   | Asseco Resovia Rzeszów             | 5   | 3     | 2     | 1     | 5    | 3    | 1.667 | 171         | 170         | 1.006       |
| 3   | BBTS Bielsko-Biała                 | 4   | 3     | 1     | 2     | 3    | 4    | 0.750 | 153         | 150         | 1.020       |
| 4   | Grupa Azoty ZAKSA Kędzierzyn-Koźle | 4   | 3     | 1     | 2     | 2    | 5    | 0.400 | 143         | 159         | 0.899       |

Źródło: PlusLiga (pol.)
Zasady ustalania kolejności: 1. liczba zdobytych punktów; 2. wyższy stosunek setów; 3. wyższy stosunek małych punktów.
Punktacja: zwycięstwo – 2 pkt; porażka – 1 pkt
     awans do turnieju finałowego
Wyniki spotkań
| Data       | Godzina | Drużyna 1                          | Wynik | Drużyna 2                          | Set 1 | Set 2 | Set 3 | Raport |
| ---------- | ------- | ---------------------------------- | ----- | ---------------------------------- | ----- | ----- | ----- | ------ |
| 25.07.2020 | 9:30    | Grupa Azoty ZAKSA Kędzierzyn-Koźle | 0:2   | BBTS Bielsko-Biała                 | 18:25 | 20:25 |       | raport |
| 25.07.2020 | 11:00   | GKS Katowice                       | 0:2   | Asseco Resovia Rzeszów             | 17:25 | 23:25 |       | raport |
| 25.07.2020 | 12:30   | BBTS Bielsko-Biała                 | 1:2   | Asseco Resovia Rzeszów             | 26:28 | 25:19 | 12:15 | raport |
| 25.07.2020 | 14:00   | Grupa Azoty ZAKSA Kędzierzyn-Koźle | 0:2   | GKS Katowice                       | 23:25 | 15:25 |       | raport |
| 25.07.2020 | 15:30   | GKS Katowice                       | 2:0   | BBTS Bielsko-Biała                 | 25:20 | 25:20 |       | raport |
| 25.07.2020 | 17:00   | Asseco Resovia Rzeszów             | 1:2   | Grupa Azoty ZAKSA Kędzierzyn-Koźle | 19:25 | 29:27 | 11:15 | raport |

#### Grupa B
Miejsce: Monta Beach Volley Club, Warszawa
Tabela
| Lp. | Drużyna                     | Pkt | Mecze | Mecze | Mecze | Sety | Sety | Sety  | Małe punkty | Małe punkty | Małe punkty |
| Lp. | Drużyna                     | Pkt | M     | W     | P     | wyg. | prz. | ratio | zdob.       | str.        | ratio       |
| --- | --------------------------- | --- | ----- | ----- | ----- | ---- | ---- | ----- | ----------- | ----------- | ----------- |
| 1   | KGHM Cuprum Lubin           | 5   | 3     | 2     | 1     | 5    | 3    | 1.667 | 179         | 162         | 1.105       |
| 2   | Verva Warszawa Orlen Paliwa | 5   | 3     | 2     | 1     | 5    | 3    | 1.667 | 179         | 166         | 1.078       |
| 3   | LUK Politechnika Lublin     | 5   | 3     | 2     | 1     | 5    | 3    | 1.667 | 168         | 164         | 1.024       |
| 4   | BKS Visła Bydgoszcz         | 3   | 3     | 0     | 3     | 0    | 6    | 0.000 | 116         | 150         | 0.773       |

Źródło: PlusLiga (pol.)
Zasady ustalania kolejności: 1. liczba zdobytych punktów; 2. wyższy stosunek setów; 3. wyższy stosunek małych punktów.
Punktacja: zwycięstwo – 2 pkt; porażka – 1 pkt
     awans do turnieju finałowego
Wyniki spotkań
| Data       | Godzina | Drużyna 1                   | Wynik | Drużyna 2                   | Set 1 | Set 2 | Set 3 | Raport |
| ---------- | ------- | --------------------------- | ----- | --------------------------- | ----- | ----- | ----- | ------ |
| 01.08.2020 | 9:30    | Verva Warszawa Orlen Paliwa | 2:0   | BKS Visła Bydgoszcz         | 25:20 | 25:18 |       | raport |
| 01.08.2020 | 11:00   | LUK Politechnika Lublin     | 1:2   | KGHM Cuprum Lubin           | 25:23 | 19:25 | 12:15 | raport |
| 01.08.2020 | 12:30   | BKS Visła Bydgoszcz         | 0:2   | KGHM Cuprum Lubin           | 16:25 | 20:25 |       | raport |
| 01.08.2020 | 14:00   | Verva Warszawa Orlen Paliwa | 1:2   | LUK Politechnika Lublin     | 25:21 | 24:26 | 10:15 | raport |
| 01.08.2020 | 15:30   | LUK Politechnika Lublin     | 2:0   | BKS Visła Bydgoszcz         | 25:19 | 25:23 |       | raport |
| 01.08.2020 | 17:00   | KGHM Cuprum Lubin           | 1:2   | Verva Warszawa Orlen Paliwa | 21:25 | 25:23 | 20:22 | raport |

#### Grupa C
Miejsce: Monta Beach Volley Club, Warszawa
Tabela
| Lp. | Drużyna              | Pkt | Mecze | Mecze | Mecze | Sety | Sety | Sety  | Małe punkty | Małe punkty | Małe punkty |
| Lp. | Drużyna              | Pkt | M     | W     | P     | wyg. | prz. | ratio | zdob.       | str.        | ratio       |
| --- | -------------------- | --- | ----- | ----- | ----- | ---- | ---- | ----- | ----------- | ----------- | ----------- |
| 1   | PGE Skra Bełchatów   | 5   | 3     | 2     | 1     | 5    | 3    | 1.667 | 168         | 163         | 1.031       |
| 2   | Indykpol AZS Olsztyn | 5   | 3     | 2     | 1     | 4    | 4    | 1.000 | 170         | 171         | 0.994       |
| 3   | Krispol Września     | 4   | 3     | 1     | 2     | 4    | 5    | 0.800 | 181         | 169         | 1.071       |
| 4   | Ślepsk Malow Suwałki | 4   | 3     | 1     | 2     | 4    | 5    | 0.800 | 164         | 180         | 0.911       |

Źródło: PlusLiga (pol.)
Zasady ustalania kolejności: 1. liczba zdobytych punktów; 2. wyższy stosunek setów; 3. wyższy stosunek małych punktów.
Punktacja: zwycięstwo – 2 pkt; porażka – 1 pkt
     awans do turnieju finałowego
Wyniki spotkań
| Data       | Godzina | Drużyna 1            | Wynik | Drużyna 2            | Set 1 | Set 2 | Set 3 | Raport |
| ---------- | ------- | -------------------- | ----- | -------------------- | ----- | ----- | ----- | ------ |
| 02.08.2020 | 9:30    | PGE Skra Bełchatów   | 2:1   | Krispol Września     | 20:25 | 25:19 | 15:10 | raport |
| 02.08.2020 | 11:00   | Indykpol AZS Olsztyn | 2:1   | Ślepsk Malow Suwałki | 25:21 | 20:25 | 15:10 | raport |
| 02.08.2020 | 12:30   | Krispol Września     | 2:1   | Ślepsk Malow Suwałki | 25:15 | 26:28 | 15:6  | raport |
| 02.08.2020 | 14:00   | PGE Skra Bełchatów   | 2:0   | Indykpol AZS Olsztyn | 25:23 | 29:27 |       | raport |
| 02.08.2020 | 15:30   | Indykpol AZS Olsztyn | 2:1   | Krispol Września     | 25:22 | 19:25 | 16:14 | raport |
| 02.08.2020 | 17:00   | Ślepsk Malow Suwałki | 2:1   | PGE Skra Bełchatów   | 19:25 | 25:21 | 15:8  | raport |

#### Grupa D
Miejsce: Kompleks sportowy KS Wanda Kraków, Kraków
Tabela
| Lp. | Drużyna                    | Pkt | Mecze | Mecze | Mecze | Sety | Sety | Sety  | Małe punkty | Małe punkty | Małe punkty |
| Lp. | Drużyna                    | Pkt | M     | W     | P     | wyg. | prz. | ratio | zdob.       | str.        | ratio       |
| --- | -------------------------- | --- | ----- | ----- | ----- | ---- | ---- | ----- | ----------- | ----------- | ----------- |
| 1   | Jastrzębski Węgiel         | 5   | 3     | 2     | 1     | 5    | 2    | 2.500 | 154         | 127         | 1.213       |
| 2   | MKS Będzin                 | 5   | 3     | 2     | 1     | 5    | 3    | 1.667 | 162         | 150         | 1.080       |
| 3   | Aluron CMC Warta Zawiercie | 5   | 3     | 2     | 1     | 4    | 3    | 1.333 | 155         | 145         | 1.069       |
| 4   | Stal Nysa                  | 3   | 3     | 0     | 3     | 0    | 6    | 0.000 | 101         | 150         | 0.673       |

Źródło: PlusLiga (pol.)
Zasady ustalania kolejności: 1. liczba zdobytych punktów; 2. wyższy stosunek setów; 3. wyższy stosunek małych punktów.
Punktacja: zwycięstwo – 2 pkt; porażka – 1 pkt
     awans do turnieju finałowego
Wyniki spotkań
| Data       | Godzina | Drużyna 1                  | Wynik | Drużyna 2                  | Set 1 | Set 2 | Set 3 | Raport |
| ---------- | ------- | -------------------------- | ----- | -------------------------- | ----- | ----- | ----- | ------ |
| 26.07.2020 | 9:30    | Jastrzębski Węgiel         | 2:0   | Stal Nysa                  | 25:16 | 25:15 |       | raport |
| 26.07.2020 | 11:00   | Aluron CMC Warta Zawiercie | 2:1   | MKS Będzin                 | 25:19 | 25:27 | 15:10 | raport |
| 26.07.2020 | 12:30   | Stal Nysa                  | 0:2   | MKS Będzin                 | 20:25 | 11:25 |       | raport |
| 26.07.2020 | 14:00   | Jastrzębski Węgiel         | 2:0   | Aluron CMC Warta Zawiercie | 25:20 | 25:20 |       | raport |
| 26.07.2020 | 15:30   | Aluron CMC Warta Zawiercie | 2:0   | Stal Nysa                  | 25:18 | 25:21 |       | raport |
| 26.07.2020 | 17:00   | MKS Będzin                 | 2:1   | Jastrzębski Węgiel         | 16:25 | 25:21 | 15:8  | raport |

### Turniej finałowy
Miejsce: LOTOS Stadion Letni, Gdańsk

#### Drabinka
|  |              |                             |              |                    |   |           |                      |           |  |  |       |       |       |
|  | Ćwierćfinały | Ćwierćfinały                | Ćwierćfinały |                    |   | Półfinały | Półfinały            | Półfinały |  |  | Finał | Finał | Finał |
|  | Ćwierćfinały | Ćwierćfinały                | Ćwierćfinały |                    |   | Półfinały | Półfinały            | Półfinały |  |  | Finał | Finał | Finał |
|  |              |                             |              |                    |   |           |                      |           |  |  |       |       |       |
|  |              |                             |              |                    |   |           |                      |           |  |  |       |       |       |
|  | A1           | GKS Katowice                | 2            |                    |   |           |                      |           |  |  |       |       |       |
|  | A1           | GKS Katowice                | 2            |                    |   |           |                      |           |  |  |       |       |       |
|  | D2           | MKS Będzin                  | 0            |                    |   |           |                      |           |  |  |       |       |       |
|  | D2           | MKS Będzin                  | 0            |                    |   | A1        | GKS Katowice         | 1         |  |  |       |       |       |
|  |              |                             |              |                    |   | A1        | GKS Katowice         | 1         |  |  |       |       |       |
|  |              |                             | D1           | Jastrzębski Węgiel | 2 |           |                      |           |  |  |       |       |       |
|  | A2           | Asseco Resovia Rzeszów      | D1           | Jastrzębski Węgiel | 2 | 1         |                      |           |  |  |       |       |       |
|  | A2           | Asseco Resovia Rzeszów      |              |                    |   |           |                      |           |  |  |       |       |       |
|  | D1           | Jastrzębski Węgiel          | 2            |                    |   |           |                      |           |  |  |       |       |       |
|  | D1           | Jastrzębski Węgiel          | 2            |                    |   | D1        | Jastrzębski Węgiel   | 2         |  |  |       |       |       |
|  |              |                             |              |                    |   |           |                      |           |  |  |       |       |       |
|  |              |                             | C1           | PGE Skra Bełchatów | 0 |           |                      |           |  |  |       |       |       |
|  | B1           | KGHM Cuprum Lubin           | C1           | PGE Skra Bełchatów | 0 | 1         |                      |           |  |  |       |       |       |
|  | B1           | KGHM Cuprum Lubin           |              |                    |   |           |                      |           |  |  |       |       |       |
|  | C2           | Indykpol AZS Olsztyn        | 2            |                    |   |           |                      |           |  |  |       |       |       |
|  | C2           | Indykpol AZS Olsztyn        | 2            |                    |   | C2        | Indykpol AZS Olsztyn | 1         |  |  |       |       |       |
|  |              |                             |              |                    |   | C2        | Indykpol AZS Olsztyn | 1         |  |  |       |       |       |
|  |              |                             | C1           | PGE Skra Bełchatów | 2 |           |                      |           |  |  |       |       |       |
|  | B2           | Verva Warszawa Orlen Paliwa | C1           | PGE Skra Bełchatów | 2 | 0         |                      |           |  |  |       |       |       |
|  | B2           | Verva Warszawa Orlen Paliwa |              |                    |   |           |                      |           |  |  |       |       |       |
|  | C1           | PGE Skra Bełchatów          | 2            |                    |   |           |                      |           |  |  |       |       |       |
|  | C1           | PGE Skra Bełchatów          | 2            |                    |   |           |                      |           |  |  |       |       |       |

#### Ćwierćfinały
| Data       | Godzina | Drużyna 1                   | Wynik | Drużyna 2            | Set 1 | Set 2 | Set 3 | Raport |
| ---------- | ------- | --------------------------- | ----- | -------------------- | ----- | ----- | ----- | ------ |
| 08.08.2020 | 11:00   | GKS Katowice                | 2:0   | MKS Będzin           | 27:25 | 25:21 |       | raport |
| 08.08.2020 | 12:30   | Asseco Resovia Rzeszów      | 1:2   | Jastrzębski Węgiel   | 25:23 | 19:25 | 13:15 | raport |
| 08.08.2020 | 15:30   | KGHM Cuprum Lubin           | 1:2   | Indykpol AZS Olsztyn | 25:22 | 23:25 | 9:15  | raport |
| 08.08.2020 | 17:00   | Verva Warszawa Orlen Paliwa | 0:2   | PGE Skra Bełchatów   | 23:25 | 21:25 |       | raport |

#### Półfinały
| Data       | Godzina | Drużyna 1            | Wynik | Drużyna 2          | Set 1 | Set 2 | Set 3 | Raport |
| ---------- | ------- | -------------------- | ----- | ------------------ | ----- | ----- | ----- | ------ |
| 09.08.2020 | 11:00   | GKS Katowice         | 1:2   | Jastrzębski Węgiel | 24:26 | 25:22 | 6:15  | raport |
| 09.08.2020 | 12:30   | Indykpol AZS Olsztyn | 1:2   | PGE Skra Bełchatów | 25:17 | 21:25 | 8:15  | raport |

#### Mecz o 3. miejsce
| Data       | Godzina | Drużyna 1    | Wynik | Drużyna 2            | Set 1 | Set 2 | Set 3 | Raport |
| ---------- | ------- | ------------ | ----- | -------------------- | ----- | ----- | ----- | ------ |
| 09.08.2020 | 15:30   | GKS Katowice | 2:0   | Indykpol AZS Olsztyn | 25:18 | 25:23 |       | raport |

#### Finał
| Data       | Godzina | Drużyna 1          | Wynik | Drużyna 2          | Set 1 | Set 2 | Set 3 | Raport |
| ---------- | ------- | ------------------ | ----- | ------------------ | ----- | ----- | ----- | ------ |
| 09.08.2020 | 17:00   | Jastrzębski Węgiel | 2:0   | PGE Skra Bełchatów | 25:17 | 25:20 |       | raport |

## Letnia liga kobiet

### Faza grupowa

#### Grupa A
Miejsce: Kompleks sportowy KS Wanda Kraków, Kraków
Tabela
| Lp. | Drużyna             | Pkt | Mecze | Mecze | Mecze | Sety | Sety | Sety  | Małe punkty | Małe punkty | Małe punkty |
| Lp. | Drużyna             | Pkt | M     | W     | P     | wyg. | prz. | ratio | zdob.       | str.        | ratio       |
| --- | ------------------- | --- | ----- | ----- | ----- | ---- | ---- | ----- | ----------- | ----------- | ----------- |
| 1   | Grot Budowlani Łódź | 6   | 3     | 3     | 0     | 6    | 2    | 3.000 | 178         | 144         | 1.236       |
| 2   | #VolleyWrocław      | 5   | 3     | 2     | 1     | 5    | 3    | 1.667 | 168         | 150         | 1.120       |
| 3   | Energa MKS Kalisz   | 4   | 3     | 1     | 2     | 4    | 4    | 1.000 | 154         | 163         | 0.945       |
| 4   | SAN-Pajda Jarosław  | 3   | 3     | 0     | 3     | 0    | 6    | 0.000 | 107         | 150         | 0.713       |

Źródło: TAURON Liga (pol.)
Zasady ustalania kolejności: 1. liczba zdobytych punktów; 2. wyższy stosunek setów; 3. wyższy stosunek małych punktów.
Punktacja: zwycięstwo – 2 pkt; porażka – 1 pkt
     awans do turnieju finałowego
Wyniki spotkań
| Data       | Godzina | Drużyna 1           | Wynik | Drużyna 2           | Set 1 | Set 2 | Set 3 | Raport |
| ---------- | ------- | ------------------- | ----- | ------------------- | ----- | ----- | ----- | ------ |
| 24.07.2020 | 9:30    | Grot Budowlani Łódź | 2:1   | #VolleyWrocław      | 26:28 | 25:16 | 15:11 | raport |
| 24.07.2020 | 11:00   | Energa MKS Kalisz   | 2:0   | SAN-Pajda Jarosław  | 25:22 | 25:16 |       | raport |
| 24.07.2020 | 12:30   | #VolleyWrocław      | 2:0   | SAN-Pajda Jarosław  | 25:14 | 25:22 |       | raport |
| 24.07.2020 | 14:00   | Grot Budowlani Łódź | 2:1   | Energa MKS Kalisz   | 25:23 | 22:25 | 15:8  | raport |
| 24.07.2020 | 15:30   | Energa MKS Kalisz   | 1:2   | #VolleyWrocław      | 25:23 | 15:25 | 8:15  | raport |
| 24.07.2020 | 17:00   | SAN-Pajda Jarosław  | 0:2   | Grot Budowlani Łódź | 15:25 | 18:25 |       | raport |

#### Grupa B
Miejsce: Monta Beach Volley Club, Warszawa
Tabela
| Lp. | Drużyna                      | Pkt | Mecze | Mecze | Mecze | Sety | Sety | Sety  | Małe punkty | Małe punkty | Małe punkty |
| Lp. | Drużyna                      | Pkt | M     | W     | P     | wyg. | prz. | ratio | zdob.       | str.        | ratio       |
| --- | ---------------------------- | --- | ----- | ----- | ----- | ---- | ---- | ----- | ----------- | ----------- | ----------- |
| 1   | Enea PTPS Piła               | 6   | 3     | 3     | 0     | 6    | 1    | 6.000 | 162         | 126         | 1.286       |
| 2   | KS Pałac Bydgoszcz           | 5   | 3     | 2     | 1     | 4    | 4    | 1.000 | 157         | 157         | 1.000       |
| 3   | DPD Legionovia Legionowo     | 4   | 3     | 1     | 2     | 4    | 4    | 1.000 | 162         | 159         | 1.019       |
| 4   | E.Leclerc Moya Radomka Radom | 3   | 3     | 0     | 3     | 1    | 6    | 0.167 | 126         | 165         | 0.764       |

Źródło: TAURON Liga (pol.)
Zasady ustalania kolejności: 1. liczba zdobytych punktów; 2. wyższy stosunek setów; 3. wyższy stosunek małych punktów.
Punktacja: zwycięstwo – 2 pkt; porażka – 1 pkt
     awans do turnieju finałowego
Wyniki spotkań
| Data       | Godzina | Drużyna 1                    | Wynik | Drużyna 2                    | Set 1 | Set 2 | Set 3 | Raport |
| ---------- | ------- | ---------------------------- | ----- | ---------------------------- | ----- | ----- | ----- | ------ |
| 31.07.2020 | 9:30    | DPD Legionovia Legionowo     | 1:2   | Enea PTPS Piła               | 25:22 | 15:25 | 12:15 | raport |
| 31.07.2020 | 11:00   | E.Leclerc Moya Radomka Radom | 1:2   | KS Pałac Bydgoszcz           | 25:23 | 15:25 | 9:15  | raport |
| 31.07.2020 | 12:30   | Enea PTPS Piła               | 2:0   | KS Pałac Bydgoszcz           | 25:20 | 25:21 |       | raport |
| 31.07.2020 | 14:00   | DPD Legionovia Legionowo     | 2:0   | E.Leclerc Moya Radomka Radom | 25:19 | 27:25 |       | raport |
| 31.07.2020 | 15:30   | E.Leclerc Moya Radomka Radom | 0:2   | Enea PTPS Piła               | 15:25 | 18:25 |       | raport |
| 31.07.2020 | 17:00   | KS Pałac Bydgoszcz           | 2:1   | DPD Legionovia Legionowo     | 25:20 | 13:25 | 15:13 | raport |

### Turniej finałowy
Miejsce: LOTOS Stadion Letni, Gdańsk

#### Drabinka
|  |           |                     |           |                |   |       |                    |       |
|  | Półfinały | Półfinały           | Półfinały |                |   | Finał | Finał              | Finał |
|  | Półfinały | Półfinały           | Półfinały |                |   | Finał | Finał              | Finał |
|  |           |                     |           |                |   |       |                    |       |
|  |           |                     |           |                |   |       |                    |       |
|  | A1        | Grot Budowlani Łódź | 0         |                |   |       |                    |       |
|  | A1        | Grot Budowlani Łódź | 0         |                |   |       |                    |       |
|  | B2        | KS Pałac Bydgoszcz  | 2         |                |   |       |                    |       |
|  | B2        | KS Pałac Bydgoszcz  | 2         |                |   | B2    | KS Pałac Bydgoszcz | 2     |
|  |           |                     |           |                |   | B2    | KS Pałac Bydgoszcz | 2     |
|  |           |                     | A2        | #VolleyWrocław | 0 |       |                    |       |
|  | A2        | #VolleyWrocław      | A2        | #VolleyWrocław | 0 | 2     |                    |       |
|  | A2        | #VolleyWrocław      |           |                |   |       |                    |       |
|  | B1        | Enea PTPS Piła      | 1         |                |   |       |                    |       |
|  | B1        | Enea PTPS Piła      | 1         |                |   |       |                    |       |
|  |           |                     |           |                |   |       |                    |       |

#### Półfinały
| Data       | Godzina | Drużyna 1           | Wynik | Drużyna 2          | Set 1 | Set 2 | Set 3 | Raport |
| ---------- | ------- | ------------------- | ----- | ------------------ | ----- | ----- | ----- | ------ |
| 07.08.2020 | 11:00   | Grot Budowlani Łódź | 0:2   | KS Pałac Bydgoszcz | 24:26 | 22:25 |       | raport |
| 07.08.2020 | 12:30   | #VolleyWrocław      | 2:1   | Enea PTPS Piła     | 25:17 | 20:25 | 15:8  | raport |

#### Mecz o 3. miejsce
| Data       | Godzina | Drużyna 1           | Wynik | Drużyna 2      | Set 1 | Set 2 | Set 3 | Raport |
| ---------- | ------- | ------------------- | ----- | -------------- | ----- | ----- | ----- | ------ |
| 07.08.2020 | 15:30   | Grot Budowlani Łódź | 2:0   | Enea PTPS Piła | 25:22 | 25:22 |       | raport |

#### Finał
| Data       | Godzina | Drużyna 1          | Wynik | Drużyna 2      | Set 1 | Set 2 | Set 3 | Raport |
| ---------- | ------- | ------------------ | ----- | -------------- | ----- | ----- | ----- | ------ |
| 07.08.2020 | 17:00   | KS Pałac Bydgoszcz | 2:0   | #VolleyWrocław | 25:19 | 25:23 |       | raport |

## Składy drużyn

### Letnia liga mężczyzn
| Nr     | Imię i nazwisko      |
| ------ | -------------------- |
| 1      | Ǵorǵi Ǵorǵiew        |
| 2      | Adrian Sdebel        |
| 4      | Jędrzej Brożyniak    |
| 5      | Patryk Niemiec       |
| 7      | Dominik Depowski     |
| 10     | Piotr Janiak         |
| 12     | Grzegorz Bociek      |
| 16     | Adam Parcej          |
| Trener |                      |
|        | Dominik Kwapisiewicz |

| Nr     | Imię i nazwisko     |
| ------ | ------------------- |
| 1      | Bartłomiej Krulicki |
| 2      | Marek Domin         |
| 3      | Miłosz Iszczuk      |
| 4      | Filip Bernadzik     |
| 5      | Oskar Krzyżak       |
| 6      | Radosław Puczkowski |
| 7      | Maciej Zając        |
| 8      | Oliwier Kowalik     |
| 9      | Nicolas Szerszeń    |
| 10     | Damian Domagała     |
| 12     | Paweł Woicki        |
| 15     | Jeffrey Jendryk     |
| 23     | Bartosz Mariański   |
| 33     | Mikołaj Słotarski   |
| Trener |                     |
|        | Olieg Achrem        |

| Nr     | Imię i nazwisko   |
| ------ | ----------------- |
| 2      | Oleg Krikun       |
| 3      | Michał Makowski   |
| 4      | Wojciech Siek     |
| 7      | Serhij Kapełuś    |
| 11     | Kajetan Marek     |
| 13     | Tomasz Piotrowski |
| 14     | Dominik Jaglarski |
| 19     | Kacper Popik      |
| Trener |                   |
|        | Harry Brokking    |

| Nr     | Imię i nazwisko    |
| ------ | ------------------ |
| 1      | Janusz Gałązka     |
| 2      | Mariusz Marcyniak  |
| 3      | Jan Galabov        |
| 6      | Kamil Kosiba       |
| 11     | Patryk Strzeżek    |
| 18     | Tomasz Bonisławski |
| 77     | Michal Masný       |
| 99     | Patryk Łaba        |
| Trener |                    |
|        | Marcin Ogonowski   |

| Nr     | Imię i nazwisko   |
| ------ | ----------------- |
| 1      | Marek Turski      |
| 7      | Jakub Szymański   |
| 9      | Sławomir Stolc    |
| 10     | Jakub Nowosielski |
| 13     | Jan Firlej        |
| 21     | Dustin Watten     |
| 23     | Dawid Ogórek      |
| Trener |                   |
|        | Damian Musiak     |

| Nr     | Imię i nazwisko   |
| ------ | ----------------- |
| 4      | Krzysztof Rejno   |
| 9      | Bartłomiej Kluth  |
| 17     | Rafał Prokopczuk  |
| 19     | Filip Grygiel     |
| 66     | Mateusz Zawalski  |
| 71     | Korneliusz Banach |
| Trener |                   |
|        | Michał Chadała    |

| Nr     | Imię i nazwisko      |
| ------ | -------------------- |
| 2      | Dawid Woch           |
| 3      | Jędrzej Gruszczyński |
| 4      | Przemysław Stępień   |
| 6      | Robbert Andringa     |
| 9      | Jakub Czerwiński     |
| 10     | Remigiusz Kapica     |
| 15     | Jakub Ciunajtis      |
| 16     | Mateusz Poręba       |
| 21     | Wojciech Żaliński    |
| Trener |                      |
|        | Mateusz Nykiel       |

| Nr     | Imię i nazwisko       |
| ------ | --------------------- |
| 3      | Jakub Popiwczak       |
| 5      | Jakub Bucki           |
| 8      | Michał Gierżot        |
| 12     | Stanisław Wawrzyńczyk |
| 15     | Michał Szalacha       |
| 24     | Szymon Biniek         |
| 26     | Rafał Szymura         |
| Trener |                       |
|        | Luke Reynolds         |

| Nr     | Imię i nazwisko      |
| ------ | -------------------- |
| 2      | Kamil Maruszczyk     |
| 6      | Bartłomiej Zawalski  |
| 7      | Adam Lorenc          |
| 11     | Szymon Jakubiszak    |
| 14     | Mariusz Magnuszewski |
| 15     | Miguel Tavares       |
| 16     | Bartosz Makoś        |
| 20     | Kamil Szymura        |
| Trener |                      |
|        | Paweł Rusek          |

| Nr     | Imię i nazwisko        |
| ------ | ---------------------- |
| 1      | Bartosz Dzierżyński    |
| 2      | Mateusz Podborączyński |
| 3      | Michał Głowacki        |
| 4      | Tomasz Pizuński        |
| 5      | Marcin Krawiecki       |
| 6      | Adam Herbich           |
| 8      | Tomasz Narowski        |
| 9      | Łukasz Kalinowski      |
| Trener |                        |
|        | Marian Kardas          |

| Nr     | Imię i nazwisko      |
| ------ | -------------------- |
| 1      | Bartłomiej Malec     |
| 7      | Jakub Wachnik        |
| 8      | Paweł Rusin          |
| 11     | Wojciech Sobala      |
| 14     | Grzegorz Pająk       |
| 42     | Jędrzej Goss         |
| Trener |                      |
|        | Maciej Kołodziejczyk |

| Nr     | Imię i nazwisko      |
| ------ | -------------------- |
| 2      | Rafał Sobański       |
| 3      | Łukasz Makowski      |
| 8      | Tomasz Kalembka      |
| 10     | Bartosz Gawryszewski |
| 11     | Thiago Veloso        |
| 13     | Kacper Bobrowski     |
| 16     | Rafał Faryna         |
| 17     | Szymon Gregorowicz   |
| 19     | José Ademar Santana  |
| 20     | Fábio Rodrigues      |
| 21     | Michał Godlewski     |
| Trener |                      |
|        | Emil Siewiorek       |

| Nr     | Imię i nazwisko      |
| ------ | -------------------- |
| 1      | Bartosz Filipiak     |
| 6      | Karol Kłos           |
| 12     | Dušan Petković       |
| 16     | Kacper Piechocki     |
| 18     | Robert Milczarek     |
| 55     | Mikołaj Sawicki      |
| 60     | Dawid Filipek        |
| 99     | Norbert Huber        |
| Trener |                      |
|        | Michał Mieszko Gogol |

| Nr     | Imię i nazwisko    |
| ------ | ------------------ |
| 1      | Maciej Zajder      |
| 3      | Łukasz Kaczorowski |
| 4      | Kamil Długosz      |
| 8      | Bartosz Bućko      |
| 9      | Zbigniew Bartman   |
| 10     | Wassim Ben Tara    |
| 11     | Moustapha M’Baye   |
| 16     | Kamil Dembiec      |
| Trener |                    |
|        | Krzysztof Stelmach |

| Nr     | Imię i nazwisko     |
| ------ | ------------------- |
| 2      | Patryk Szwaradzki   |
| 14     | Cezary Sapiński     |
| 16     | Paweł Filipowicz    |
| 18     | Kacper Gonciarz     |
| 24     | Mateusz Czunkiewicz |
| 25     | Jakub Rohnka        |
| Trener |                     |
|        | Kamil Skrzypkowski  |

| Nr     | Imię i nazwisko        |
| ------ | ---------------------- |
| 1      | Jakub Kowalczyk        |
| 7      | Ángel Trinidad de Haro |
| 8      | Andrzej Wrona          |
| 9      | Jakub Ziobrowski       |
| 13     | Igor Grobelny          |
| 14     | Michał Superlak        |
| 23     | Jan Fornal             |
| 85     | Michał Kozłowski       |
| Trener |                        |
|        | Andrea Anastasi        |

### Letnia liga kobiet
| Nr     | Imię i nazwisko      |
| ------ | -------------------- |
| 7      | Daria Szczyrba       |
| 8      | Žana Zdovc Sporer    |
| 11     | Izabela Lemańczyk    |
| 12     | Diana Dąbrowska      |
| 14     | Maja Szymańska       |
| 16     | Klaudia Kulig        |
| 17     | Paulina Majkowska    |
| 62     | Marta Matejko        |
| Trener |                      |
|        | Alessandro Chiappini |

| Nr | Imię i nazwisko    |
| -- | ------------------ |
| 2  | Aleksandra Lipska  |
| 4  | Klaudia Laskowska  |
| 5  | Agata Witkowska    |
| 9  | Natali Flaviani    |
| 14 | Paulina Zaborowska |
| 16 | Sandra Szczygioł   |

| Nr     | Imię i nazwisko      |
| ------ | -------------------- |
| 2      | Angelika Wystel      |
| 6      | Maja Pelczarska      |
| 7      | Natalia Skrzypkowska |
| 10     | Patrycja Gądek       |
| 13     | Marta Wellna         |
| 16     | Alina Bartkowska     |
| 22     | Sylwia Kucharska     |
| 23     | Koleta Łyszkiewicz   |
| Trener |                      |
|        | Mirosław Zawieracz   |

| Nr     | Imię i nazwisko   |
| ------ | ----------------- |
| 1      | Ewelina Polak     |
| 4      | Karolina Bednarek |
| 5      | Julia Szczurowska |
| 6      | Julia Papszun     |
| 7      | Magdalena Damaske |
| 8      | Zuzanna Szperlak  |
| 12     | Monika Gałkowska  |
| Trener |                   |
|        | Jacek Pasiński    |

| Nr     | Imię i nazwisko       |
| ------ | --------------------- |
| 1      | Maria Stenzel         |
| 3      | Kinga Legieta         |
| 4      | Oliwia Michalak       |
| 5      | Małgorzata Lisiak     |
| 6      | Anna Lewandowska      |
| 7      | Jagoda Gruszczyńska   |
| 8      | Zuzanna Górecka       |
| 14     | Monika Fedusio        |
| 15     | Kornelia Moskwa       |
| 16     | Ewelina Tobiasz       |
| 20     | Justyna Kędziora      |
| 24     | Paulina Damaske       |
| Trener |                       |
|        | Błażej Krzyształowicz |

| Nr     | Imię i nazwisko                                            |
| ------ | ---------------------------------------------------------- |
| 1      | Alexandra Dascalu                                          |
| 3      | Monika Jagła                                               |
| 4      | Marta Ziółkowska                                           |
| 6      | Julia Reszelewska                                          |
| 8      | Ewelina Żurowska                                           |
| 12     | Natalia Lijewska                                           |
| 13     | Kinga Różyńska                                             |
| 14     | Agata Michalewicz                                          |
| 16     | Emilia Mucha                                               |
| Trener |                                                            |
|        | Piotr Matela (turniej finałowy) Jakub Tęcza (faza grupowa) |

| Nr     | Imię i nazwisko       |
| ------ | --------------------- |
| 2      | Katarzyna Stepko      |
| 3      | Karina Chmielewska    |
| 6      | Weronika Krysztofiak  |
| 7      | Aleksandra Bazan      |
| 11     | Wiktoria Nowak        |
| 12     | Katarzyna Saj         |
| 17     | Aleksandra Dutkiewicz |
| 18     | Aleksandra Dudek      |
| Trener |                       |
|        | Piotr Pajda           |

| Nr     | Imię i nazwisko     |
| ------ | ------------------- |
| 5      | Aleksandra Gancarz  |
| 6      | Julia Pańko         |
| 8      | Joanna Chorąża      |
| 9      | Natalia Murek       |
| 10     | Agnieszka Adamek    |
| 11     | Adrianna Szady      |
| 14     | Małgorzata Jasek    |
| 15     | Karolina Pancewicz  |
| 22     | Karolina Fedorek    |
| 23     | Paula Słonecka      |
| 24     | Julia Kleszcz       |
| Trener |                     |
|        | Wojciech Kurczyński |